# Maroscsapó
Maroscsapó (románul Cipău, németül Tschappen) falu Romániában Maros megyében. Közigazgatásilag Radnóthoz tartozik.

## Fekvése
Radnóthoz tartozó község, tőle 4 km-re keletre, a Maros bal partján fekszik.

## Története
Már az őskorban is lakott hely volt. Határában a mintegy 8000 évvel ezelőtt virágzó Starčevo–Körös-kultúra telepét fedezték fel, oszlopos szerkezetű, tapasztott sövényfalú házakkal. Területén római pénzeket, 5. századból származó ezüsttárgyakat, 8–9. századi kerámiákat is találtak.
A település nevét az oklevelek 1332-ben Thapev néven említették először.
Árpád-kori település, temploma 1332-ben már állt.
1910-ben 906, többségben román lakosa volt, jelentős magyar kisebbséggel.
A trianoni békeszerződésig Kis-Küküllő vármegye Radnóti járásához tartozott. 1992-ben 1015 lakosából 745 román, 224 magyar, 46 cigány volt, közülük 752 ortodox és 202 református.
Határában nagy sertéstelep és halastó is van.

## Híres emberek
- Itt született 1872. november 26-án Id. Boér Elek jogtudós, jogpolitikus.
- Itt született 1878-ban Réz Mihály közjogász, szolgabíró, egyetemi tanár, a Magyar Tudományos Akadémia levelező tagja (1909).